# Callanthiidae
Callanthiidae là danh pháp khoa học của một họ cá dạng cá vược, theo truyền thống xếp trong bộ Cá vược (Perciformes). Trong ấn bản lần 5 của Fishes of the World năm 2016, họ này được xếp trong bộ Spariformes, nhưng các kết quả nghiên cứu của Betancur et al. (2016) không hỗ trợ điều này và họ này được phân loại ở vị trí không xác định (incertae sedis) trong loạt Eupercaria.

## Từ nguyên
Callanthiidae: Từ tiếng Hy Lạp κάλλος (kállos = đẹp, đáng yêu, tốt, cao quý + tiếng Hy Lạp anthíās = cá (có lẽ là Sparus aurata).

## Môi trường sống
Họ này bao gồm 16 loài cá biển. Các loài phân bố chủ yếu trong khu vực Thái Bình Dương. Hai loài ở Ấn Độ Dương là Callanthias allporti ở đông Ấn Độ Dương và Grammatonotus lanceolatus ở tây Ấn Độ Dương. Hai loài ở Đại Tây Dương và Địa Trung Hải là C. legras ở đông nam Đại Tây Dương và C. ruber ở đông Đại Tây Dương và Địa Trung Hải.
Các loài cá màu sắc sặc sỡ này được tìm thấy trong các vùng nước tương đối sâu; một số loài Callanthias chỉ được tìm thấy ở những độ sâu trong phạm vi của lặn có bình khí thông thường. Như tên gọi khoa học Callanthiidae của chúng gợi ý, chúng có nhiều điểm tương tự như các loài cá trong phân họ Anthiinae của họ Serranidae.

## Các chi
- Callanthias: 8 loài.
- Grammatonotus: 8 loài.